# ژولین گراک
ژولین گراک (به فرانسوی: Julien Gracq) نویسنده قرن بیستم میلادی اهل فرانسه است.